# غاري فوغل
غاري فوغل (بالإنجليزية: Gary Vogel)‏ (3 مارس 1956 في الولايات المتحدة - ) هو لاعب كرة قدم أمريكي في مركز الدفاع. لعب مع منيسوتا كيكس ‏ ودالاس تورنايدو وكليفلاند فورس ‏ وHouston Dynamos ‏ وNew Jersey Rockets (MISL) ‏.